# Rhamnella franguloides
Rhamnella franguloides là một loài thực vật có hoa trong họ Táo. Loài này được (Maxim.) Weberb. miêu tả khoa học đầu tiên năm 1895.